# Lynn Wilms
Lynn Wilms (Tegelen, 3 oktober 2000) is een Nederlandse voetbalster, die als verdediger uitkomt voor Aston Villa in de Super League. Ze speelt daarnaast voor het Nederlands elftal. Wilms speelt doorgaans als rechtsback.

## Carrière

### Jeugd
Samen met haar tweelingbroer Rik begon Lynn Wilms haar voetbalcarrière bij Sportclub Irene in Tegelen. Op haar vijftiende vertrok ze naar het regionale KNVB-elftal in Eindhoven (CTO-Zuid).

### Club
Met ingang van het seizoen 2018/19 speelde Wilms drie jaar voor FC Twente.. Na haar periode bij FC Twente, waarin ze twee keer landskampioen werd, maakte ze in de zomer van 2021 de overstap naar VfL Wolfsburg. Haar debuut voor VfL Wolfsburg volgde pas in december 2021 omdat ze tijdens de Olympische Spelen had doorgespeeld met een hernia waarvan ze gedurende haar eerste maanden bij VfL Wolfsburg moest herstellen. In 2023 tekende ze een nieuw tweejarige contract in Wolfsburg.
Op 7 juli 2025 tekende Wilms een contract bij het Engelse Aston Villa.

### Als international
Als speelster van Sportclub Irene maakte Lynn Wilms haar debuut voor Nederland in de oefenwedstrijd van Nederland onder 15 tegen België onder 15, op 18 maart 2015. Haar eerste inzet in Oranje vond plaats tijdens de met 3–0 gewonnen EK-kwalificatiewedstrijd tegen Turkije op 3 september 2019. Met het Nederlands elftal nam ze in 2021 deel aan de Olympische Spelen in Japan en in 2022 aan het Europees Kampioenschap in Engeland.

## Statistieken
| Seizoen | Club          | Land      | Competitie        | Wedstrijden | Doelpunten |
| ------- | ------------- | --------- | ----------------- | ----------- | ---------- |
| 2018/19 | FC Twente     | Nederland | Eredivisie        | 24          | 2          |
| 2019/20 | FC Twente     | Nederland | Eredivisie        | 12          | 2          |
| 2020/21 | FC Twente     | Nederland | Eredivisie        | 17          | 1          |
| 2021/22 | VfL Wolfsburg | Duitsland | Frauen Bundesliga | 11          | 0          |
| 2022/23 | VfL Wolfsburg | Duitsland | Frauen Bundesliga | 18          | 0          |
| 2023/24 | VfL Wolfsburg | Duitsland | Frauen Bundesliga | 18          | 0          |
| 2024/25 | VfL Wolfsburg | Duitsland | Frauen Bundesliga | 19          | 4          |
| Totaal  | Totaal        | Totaal    | Totaal            | 119         | 9          |

Laatste update: 7 juli 2025
| Interlandgoals | Interlandgoals | Interlandgoals                            | Interlandgoals | Interlandgoals | Interlandgoals | Interlandgoals    |
| -------------- | -------------- | ----------------------------------------- | -------------- | -------------- | -------------- | ----------------- |
|                |                |                                           |                |                |                |                   |
| Goal           | Datum          | Locatie                                   | Tegenstander   | Score          | Uitslag        | Competitie        |
| 1.             | 10 maart 2020  | Stade du Hainaut, Valenciennes, Frankrijk | Frankrijk      | 1–0            | 3–3            | Vriendschappelijk |

## Erelijst
FC Twente
- Kampioen van de Eredivisie: 2018/19, 2020/21

 VfL Wolfsburg
- Kampioen van de Frauen Bundesliga: 2021/22
- DFB Pokal: 2021/22, 2022/23

1: Van Domselaar ·
2: Wilms ·
3: Van der Gragt ·
4: Nouwen ·
5: Dongen ·
6: Roord ·
7: Beerensteyn ·
8: Spitse ·
9: Snoeijs ·
10: Van de Donk ·
11: Martens · 12: Bayings · 13: R. Jansen · 14: Groenen · 15: Dijkstra · 16: Kop · 17: Pelova · 18: Casparij · 19: Kaptein · 20: Janssen · 21: Damaris · 22: Brugts · 23: Weimar · Coach: Jonker